# 褐头雀鹛
，是雀形目鸦雀科的一种鸟类。该物种的模式产地在印度曼尼普尔邦。
褐头雀鹛体重约10克，翼长约52.4毫米，嘴峰长约10毫米，喙宽度约3.1毫米，喙厚度约3.2毫米，跗蹠长约20.9毫米，尾长约50.9毫米。褐头雀鹛在其分布区内为留鸟，其栖息在密集的高大树木组成的森林中，主要以陆生无脊椎动物为食。

## 亚种
- ：分布于印度东北部至缅甸东北部和云南西北部的山地森林。
- ：分布于中国南部至洞朗西北部和老挝东北部。[5]